# Lomatium serpentinum
Lomatium serpentinum är en flockblommig växtart som först beskrevs av Marcus Eugene Jones, och fick sitt nu gällande namn av Mildred Esther Mathias. Lomatium serpentinum ingår i släktet Lomatium och familjen flockblommiga växter. Inga underarter finns listade i Catalogue of Life.